# Саррьен, Фердинанд
Жан-Мари-Фердинанд Саррьен (фр. Jean Marie Ferdinand Sarrien; 15 октября 1840, Бурбон-Ланси — 28 ноября 1915, Париж) — французский политик и государственный деятель, с 14 марта 1906 по 25 октября 1906 года будучи премьер-министром Франции, возглавлял кабинет министров.

## Биография
Жан-Мари-Фердинанд Саррьен родился 15 октября 1840 года в Бурбон-Ланси. Получив юридическое образование, Жан-Мари-Фердинанд Саррьен занялся адвокатской практикой в городе Лионе.
В 1870 году Саррьен принял участие в франко-прусской войне и, во время одного из сражений, был взят в плен солдатами Пруссии. После окончания войны благополучно вернулся на Родину.
Позднее Жан-Мари-Фердинанд Саррьен был избран мэром родного города Бурбон-Ланси.
С 1876 года Фердинанд Саррьен состоит депутатом в итальянском парламенте. В палате он занял место в рядах умеренных радикалов и скоро приобрел значительное влияние в своей политической партии.
В 1885—1886 годах был министром почты и телеграфа в первом кабмине Эжена Анри Бриссона, министром внутренних дел в третьем кабинете Шарля Фрейсине (январь — декабрь 1886), министром юстиции в кабинете Рене Гобле (1886—1887), вновь министром внутренних дел в первом кабинете Пьера Эммануэля Тирара (1887—1888) и в министерстве Леона Буржуа (1896), наконец, юстиции и культов — во втором кабинете Бриссона (июнь — ноябрь 1898).
По отношению к «делу Дрейфуса» Саррьен проявил отсутствие решительности и определенности воззрений, но все-таки сторонники пересмотра этого дела считали его своим. В 1899 году, после падения третьего кабинета Шарля Дюпюи, Раймон Пуанкаре приглашал Жана-Мари-Фердинанда Саррьена в свой кабинет, которому тот должен был придать слегка радикальный характер, но комбинация не состоялась из-за отказа последнего.
В марте 1906 года Жан-Мари-Фердинанд Саррьен сформировал и возглавил собственный кабинет министров от Левого блока, который продержался у власти чуть более полугода.
Жан-Мари-Фердинанд Саррьен умер 28 ноября 1915 года в городе Париже.